# Leontyne Price
Mary Violet Leontyne Price (n. 10 februarie 1927, Laurel⁠(d), Mississippi, SUA) este o soprană spinto americană. Născută și crescută în Laurel, Mississippi, ea a ajuns să fie recunoscută internațional în anii 1950–1960 și a fost prima afro-americană care a devenit o interpretă de vârf la Metropolitan Opera și una dintre cele mai populare cântărețe americane de muzică clasică din generația sa.